# 加藤勘十

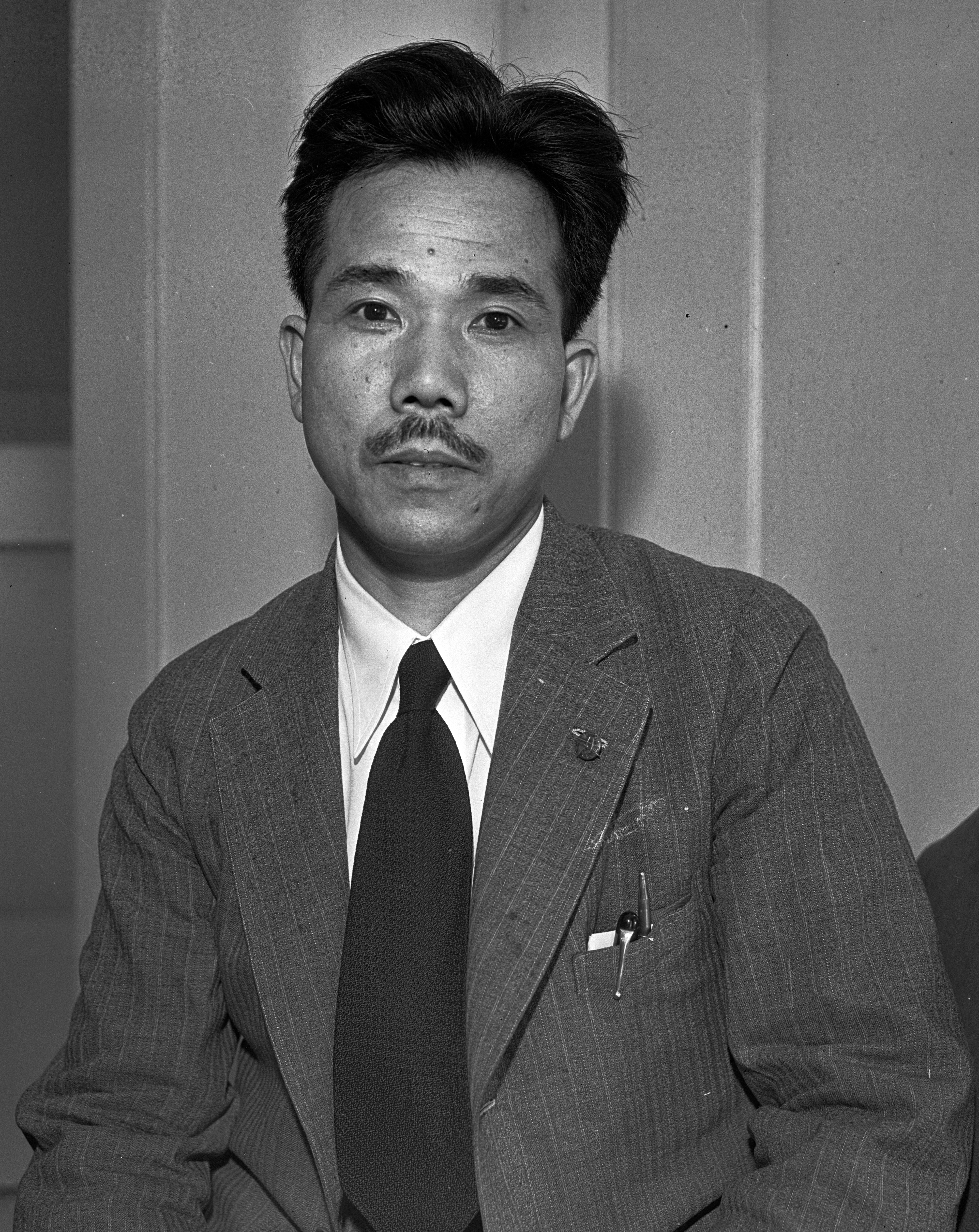
加藤勘十（1935年）

加藤 勘十（かとう かんじゅう、1892年（明治25年）2月25日 - 1978年（昭和53年）9月27日）は、昭和期の政治家、労働運動家。衆議院議員（7期、日本社会党）、労働大臣（第2代）。碧水、率とも称した。
戦前の労働運動で活躍し、「火の玉勘十」の異名を取った闘士型の運動家。立憲民政党、国民同盟の衆議院議員を務めた加藤鯛一は実兄。婦人運動家、政治家の加藤シヅエは、夫人で「おしどり議員」として知られた。息子は加藤宣幸、娘は加藤タキ（多喜子）。

## 来歴
1892年（明治25年）2月25日に、愛知県丹羽郡岩倉村（現在の岩倉市）で生まれる。
日本中学などを経て、日本大学法学部中退。
当初は国家主義者として出発し、1918年（大正7年）シベリア出兵に参加するが、戦争の悲惨さを体験して、反戦・労働運動に転向した。
1920年（大正9年）に帰国して八幡製鉄所争議を指導する。
1928年（昭和3年）関東金属産業労組委員長に選出される。
1929年（昭和4年）労農党に入党する。
1934年（昭和9年）には日本労働組合全国評議会（全評）議長となる。
1936年（昭和11年）第19回衆議院議員総選挙に旧東京5区から立候補し全国最高得点で当選する。
1937年（昭和12年）日本無産党委員長に就任するが、人民戦線事件に連座し投獄された。
1944年（昭和19年）男爵夫人だったが離婚していた婦人運動家のシヅエと結婚する。加藤らの産児制限などの活動は、戦中から敗戦までの弾圧によって政府に禁じられた。
1945年（昭和20年）日本社会党結成に参加する。社会党では組織局長となる。
1946年（昭和21年）、戦後初の総選挙である第22回衆議院議員総選挙（愛知県第1区）に立候補し夫婦で当選する。この選挙ではシヅエ夫人も全国最高得票で当選し政界のおしどり議員として知られるようになる。国会対策委員長に就任する。
1948年（昭和23年）芦田内閣では労働大臣として入閣、野溝勝と共に党内左派として入閣したため「現実左派」と呼ばれた。労相として公務員の争議権禁止を「政令201号」として布告するなど、従来の立場と閣内とで板ばさみになる局面も出来したが、芦田内閣は昭和電工事件で倒れる。12月、繊維疑獄事件に関する問題に関し、衆議院不当財産取引調査特別委員会に妻のシヅエとともに証人喚問された。
1949年（昭和24年）の第24回衆議院議員総選挙では全国的に社会党が大敗し、加藤も議席を失った。
落選中の1951年（昭和26年）には東京都知事選挙に立候補するが落選。同年10月、社会党の左右両派の対立抗争が激化し党は分裂、加藤は社会党右派に所属する。
1952年の第25回衆議院議員総選挙（昭和27年）、東京2区から国会議員に復帰。国会での質問で、通産大臣であった池田勇人の「中小企業者が倒産し、思いあまって自殺するようなことがあってもやむをえない」という失言を引き出し池田通産相不信任決議を可決させた。
1969年（昭和44年）第32回衆議院議員総選挙には立候補せず政界を引退。
1970年（昭和45年）春の叙勲で勲一等瑞宝章受章。戦後の生存者叙勲再開後、妻のシヅエとともに社会党初の受勲者となった。
1978年（昭和53年）9月27日死去、86歳。死没日をもって従三位に叙される。

## 著作

### 単著
- 『寺内内閣と対支外交』加藤勘十、1918年4月。 NCID BA38844202。全国書誌番号:43025883。
- 『階級戦の先頭を往く』前衛書房、1928年11月。 NCID BN04688436。全国書誌番号:46081400。
- 『ストライキ戦術』誠文堂〈誠文堂十銭文庫〉、1930年12月。 NCID BA83198306。全国書誌番号:20098676。
- 『統一戦線の展望 反動勢力といかに戦ふか？』時局新聞社〈時新パンフレット 第4輯〉、1936年1月。 NCID BA39064504。全国書誌番号:44020309。
- 『転換期のアメリカ』改造社、1936年1月。 NCID BA4564273X。全国書誌番号:46065205。
- 川戸力 編『自叙伝』双藤会、1963年11月。 NCID BN14564484。全国書誌番号:64008189。

### 収録
- 「加藤勘十の争議感想記」『住友別子鉱山労働運動の顛末』住友別子鉱山株式会社労働課、1929年10月、640-652頁。 NCID BA38430072。全国書誌番号:47003019。
- 報知新聞社編輯局 編「ファツシヨ排撃・議会政治擁護」『国民に訴ふ 各党派代表演説集』河出書房、1937年4月、74-85頁。 NCID BA3957425X。全国書誌番号:44007498。

### 共著
- 斎藤隆夫、浜田国松、加藤勘十 著、報知新聞社編輯局 編『議会主義か・フアツシヨか』第百書房、1937年1月。 NCID BB16072850。全国書誌番号:20580867。
- 河上丈太郎、加藤勘十、西村榮一『追従外交と独善政治の正体を曝く』日本社会党出版部〈国会闘争シリーズ 1〉、1953年3月。 NCID BA37971725。

## 関連書籍
- 松井政吉・渡辺惣蔵・長政治・大森暢久・加藤宣幸 編『加藤勘十の事ども』加藤シヅエ、1980年2月。 NCID BN0099337X。全国書誌番号:85044239。
- 加藤シヅエ 著、船橋邦子 編『最愛のひと勘十へ 加藤シヅエ日記』新曜社、1988年7月。ISBN 9784788503083。 NCID BN03452988。全国書誌番号:88052649。